# 布里耶港
布里耶港（法語：Port-Brillet，法語發音：[pɔʁ bʁijɛ]），法国西北部市镇，隶属于卢瓦尔河地区大区马耶讷省拉瓦勒区，其市镇面积为8.1平方公里，2022年1月1日时人口数量为1,816人，在法国市镇中排名第5,926位。
布里耶港位于马耶讷省西部，巴黎－布雷斯特铁路由此通过，历史上因铁窑而闻名。

## 地名来源
“布里耶”是法国西北部的一个姓氏，其名称来源于古法语单词“brillon”，意为“捕鸟器”。
尽管该地位于维宽河畔，但该河并无通航历史记载，因此“港”一名的来源尚有待考证。

## 历史
布里耶港历史上长期为一处普通村落，1622年当地出现了一处铁窑作坊。法国大革命后，布里耶港成为马耶讷省的一部分。1874年，拉布吕拉特和奥利韦两个市镇的部分区域被单独划出，组建为布里耶港市镇。20世纪初，布里耶港铁窑一度成为军工厂，后因产量过小而被收购，最终于2011年彻底关闭。

## 地理

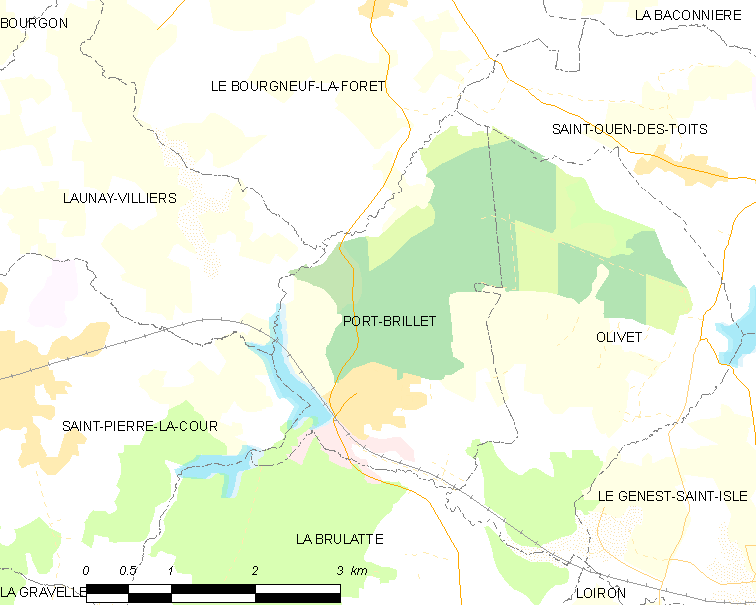
布里耶港市镇范围地图

布里耶港位于法国西北部，卢瓦尔河地区大区北部和马耶讷省西部，距离省会拉瓦勒大约21公里。与布里耶港接壤的市镇包括：拉福雷新堡、拉布吕拉特、洛奈维利耶、奥利韦、圣旺德图瓦、圣皮埃尔拉库尔。

### 地形
布里耶港位于阿摩里卡丘陵北部，境内以浅丘为主，市镇中心地势较为平坦，全境海拔在98到154米之间。

### 水文
维宽河自西向东流经布里耶港市中心，其境内建有人工水库，该河是马耶讷河的支流，属于卢瓦尔河流域。

### 植被
布里耶港属于温带阔叶混交林区，市区南北两侧有大片森林分布。
在鲜花城市的评比中，布里耶港暂未被评级。

### 气候
布里耶港在柯本气候分类法中属于温带海洋性气候。

## 行政区划
布里耶港是法国卢瓦尔河地区大区马耶讷省的一个市镇，编号为53182。布里耶港隶属于拉瓦勒区、马耶讷省第三选区和卢瓦龙-吕耶县，同时也是拉瓦勒城市圈公共社区的组成部分。
法国国家统计与经济研究所（简称）在进行数据统计时，未将布里耶港划入任何城市核心区（Unité urbaine）及城市区（Aire urbaine）内。自2020年起，布里耶港被划入包含66个市镇的拉瓦勒城市辐射区。此外，还将布里耶港市镇整体看作一个“块区”（IRIS）。

## 交通

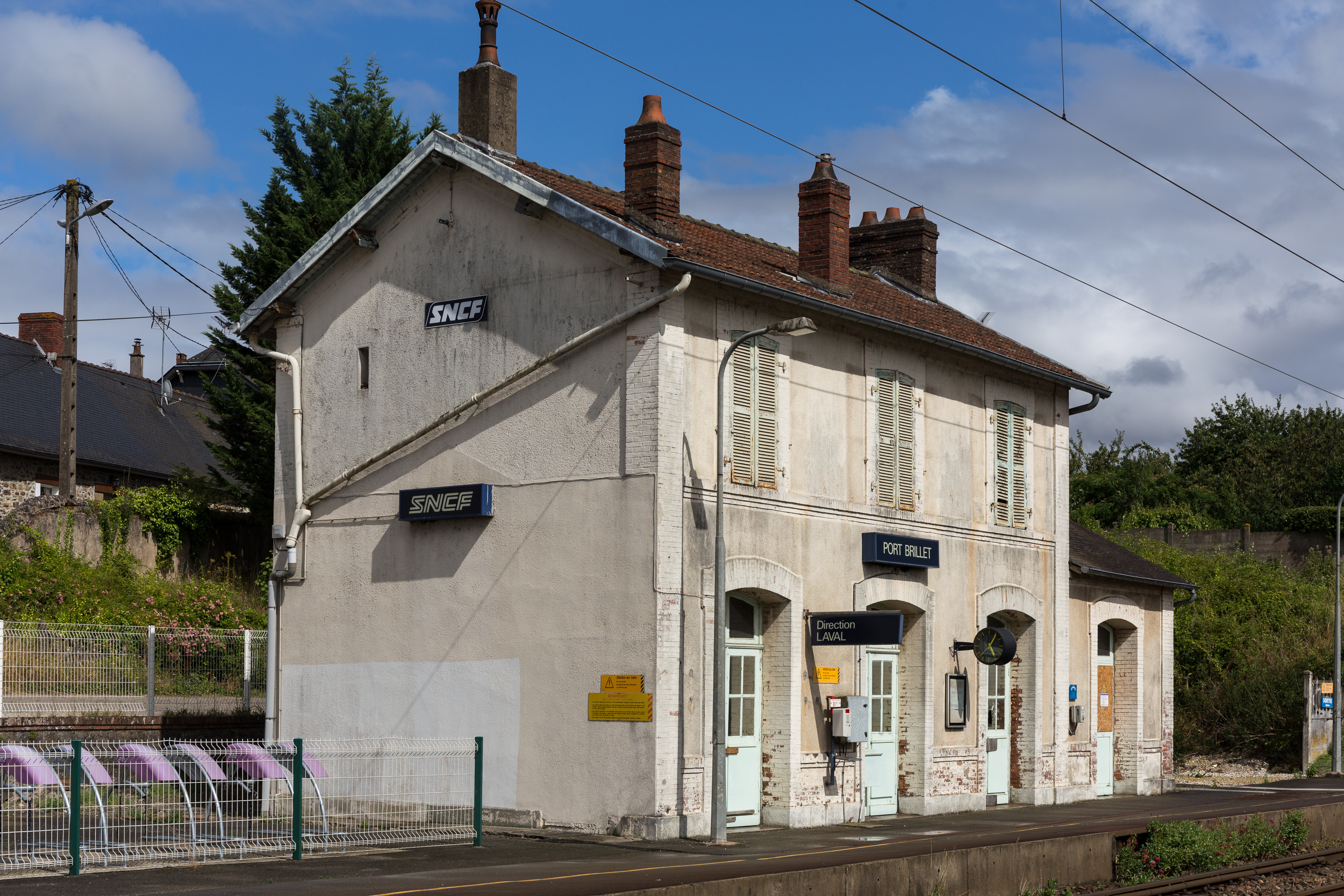
布里耶港火车站

### 公路
马耶讷省省道D137线、D279线和D576线在境内交汇。卢瓦尔河地区大区下属的城际客运提供巴士线路，可前往周边部分市镇。
2017年，78.5%的布里耶港家庭拥有至少一辆私人汽车。2019年，布里耶港境内共发生各类交通事故2起，造成2人受伤。

### 铁路
布里耶港位于巴黎－布雷斯特铁路上。布里耶港站位于市区中南部，停靠往返于拉瓦勒和雷恩一线的区域列车。

### 航空
距离布里耶港最近的民用航空站为雷恩机场，距离布里耶港市中心的公路里程约64公里。

### 城市公共交通
截至2021年6月，布里耶港暂无城市公共交通系统。

## 政治

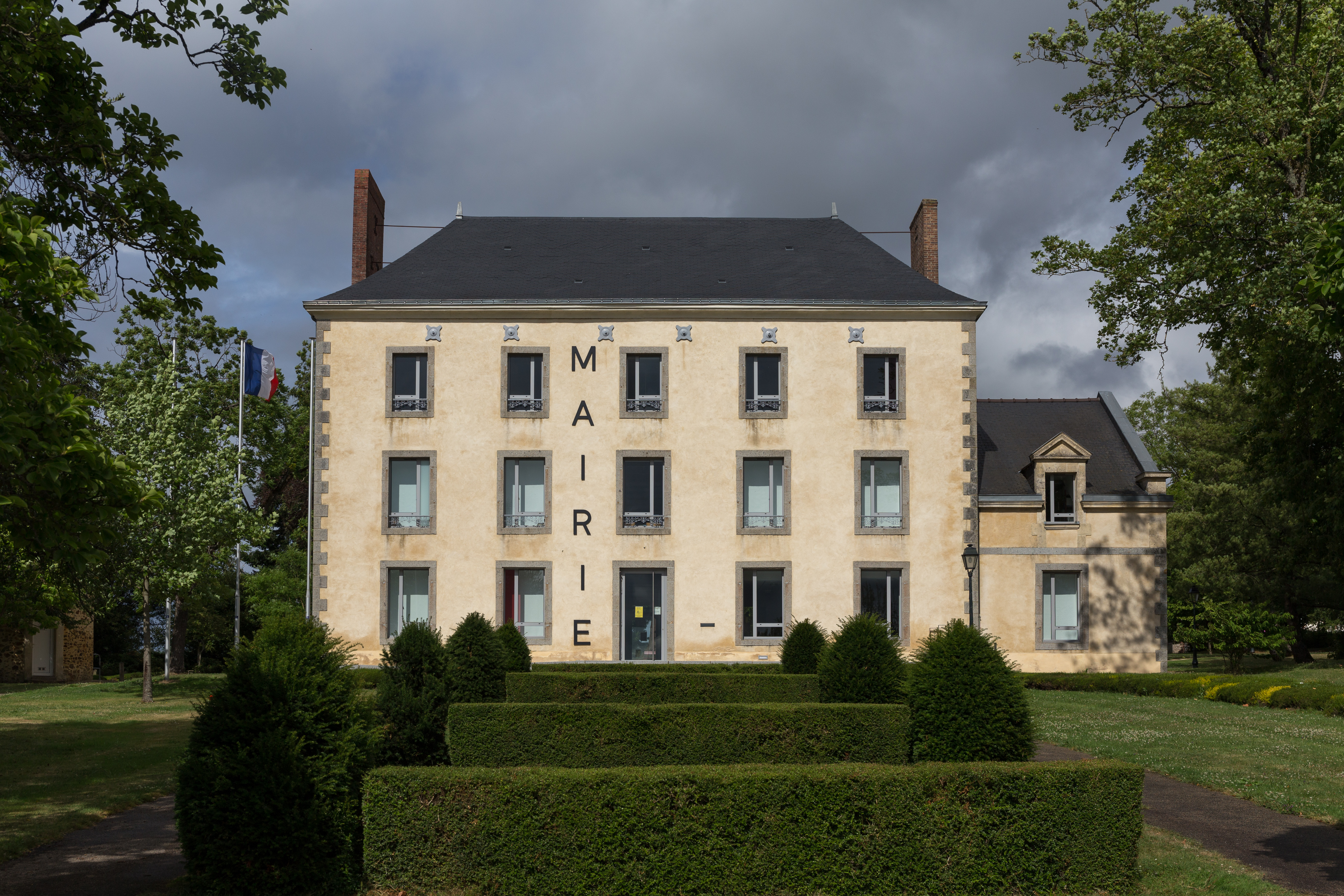
布里耶港市政厅

布里耶港的现任市长为法比安·罗班先生（Fabien Robin），他是一名无党派人士，在2020年的市政选举中获得了63.13%的支持率。
在2017年的法国总统大选中，法国第25任总统埃马纽埃尔·马克龙在布里耶港获得了64.71%的支持率。

## 人口
2018年，布里耶港市镇人口数量为1,798，在法国排名第5,926位。其中男性870人，女性931人，75岁及以上人口占11.3%，外籍人口数量为370人，人口密度为222人/平方公里，当地居民被称为（男性）或（女性）。2019年，布里耶港境内出生21人，死亡人口24人。
| 年份   | 1936  | 1946  | 1954  | 1962  | 1968  | 1975  | 1982  | 1990  | 1999  | 2006  | 2007  | 2012  | 2017  | 2018  |
| ------ | ----- | ----- | ----- | ----- | ----- | ----- | ----- | ----- | ----- | ----- | ----- | ----- | ----- | ----- |
| 人口數 | 1,423 | 1,380 | 1,416 | 1,634 | 1,757 | 1,990 | 1,904 | 1,813 | 1,814 | 1,903 | 1,909 | 1,841 | 1,801 | 1,798 |

## 经济
截至2021年6月，布里耶港境内共有各类用人单位174家，平均历史为25年，其中98.8%为中小型企业（PME）。（房屋装饰）、（网类产品）及（内衣生产）是当地2019年营业额最高的三个企业，分别为16,430,606欧元、8,861,028欧元和489,476欧元。

## 财政收入
2019年，布里耶港的财政收入总额为1,707,290欧元，财政支出总额为1,487,380欧元，当年的债务总额为1,440,500欧元。2020年，布里耶港共获得267,415欧元的国家财政补助，比上一年减少了0.15%。
2019年，布里耶港的家庭月收入总额为1,778欧元，低于法国平均水平（2,318欧元），平均每户家庭有1.7人。
2017年，布里耶港境内的青壮年（15至64岁）失业率为9.2%，当地44.9%的家庭拥有纳税资格，平均纳税1,129欧元，低于法国平均水平（3,888欧元）。

## 社会事务

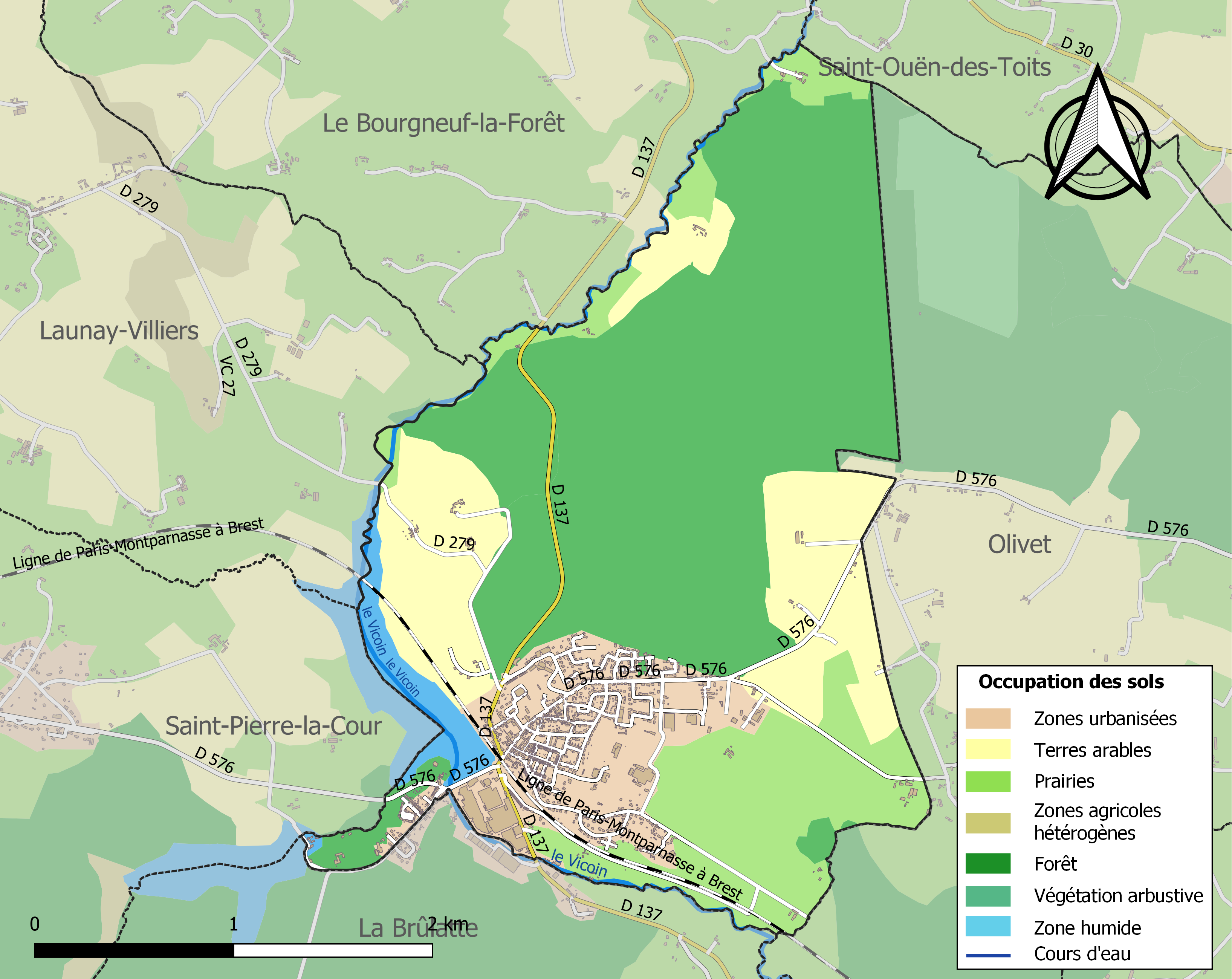
布里耶港土地利用情况地图

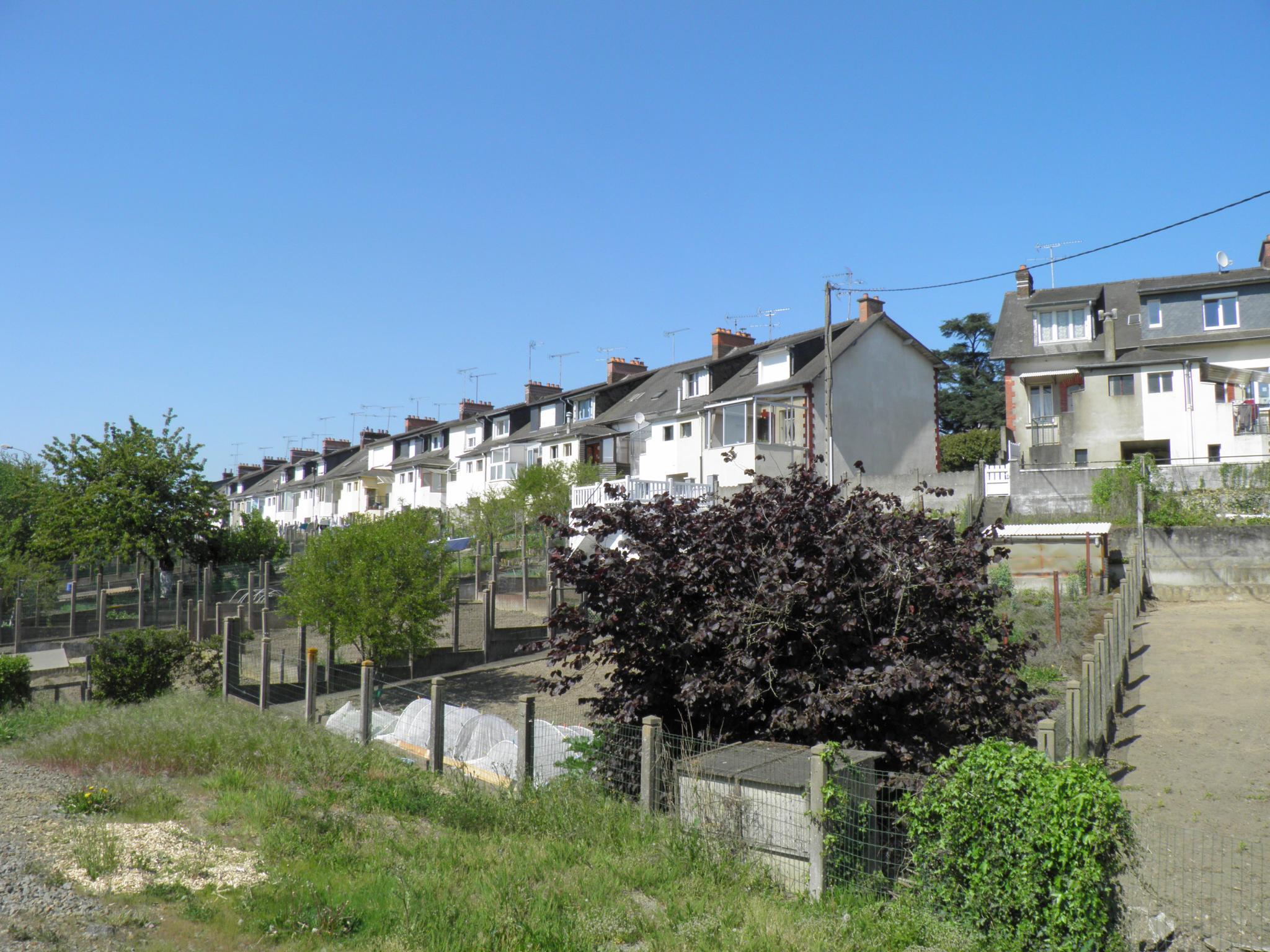
铁厂工人宿舍旧址

### 教育
布里耶港属于南特学区。截止2019年1月1日，布里耶港境内共有1所幼儿园、1所小学和1所初级中学。2018至2019学年度，布里耶港境内共有在校中等教育阶段学生431名。

### 医疗
截止2019年1月1日，布里耶港境内共有全科医生1名、保健师1名、牙医1名和护士2名。境内共有药房1家、养老院1家、残疾人帮扶中心3家。
布里耶港是“拉瓦勒中心医院”（Centre Hospitalier de Laval）的服务范围，后者是法国的一个区域性医疗机构，其主病区位于拉瓦勒，距离布里耶港市区的正常车程在20分钟左右。

### 住房
2017年，布里耶港境内共有各类住房879套，其中91.5%为独立式居民区，8.3%为集中式居民区。常住房屋占布里耶港市镇范围内居民建筑总量的90%。
在住房保障政策方面，2017年，布里耶港境内共有142户家庭获得了住房经济补助，受益人数占总人口数量的7.9%，其中127份为房租补助。

### 商业
2019年，布里耶港境内共有各类实体商铺32家，其中餐厅1家、面包房2家、书店2家、银行门店3家、美容美发店3家、汽车维修店4家。镇中心有一家8 à Huit便民超市。

### 体育
2019年，布里耶港境内共有1间体育馆、1座综合体育场以及1处足球或橄榄球场。
布里耶港休闲体育俱乐部（S.C.L Port-Brillet）是当地的一支足球队，2021至2022赛季参加马耶讷省足球联赛。

### 环境
布里耶港的环境事务由其所属的公共社区负责。2019年，布里耶港境内共有1家污染企业。

### 治安
2019年，布里耶港市镇范围内有1处宪兵队。
2014年，布里耶港及附近地区共发生各类案件1,804起，其中盗窃类案件1,037起，经济类案件211起，毒品交易类案件153起。

## 文化

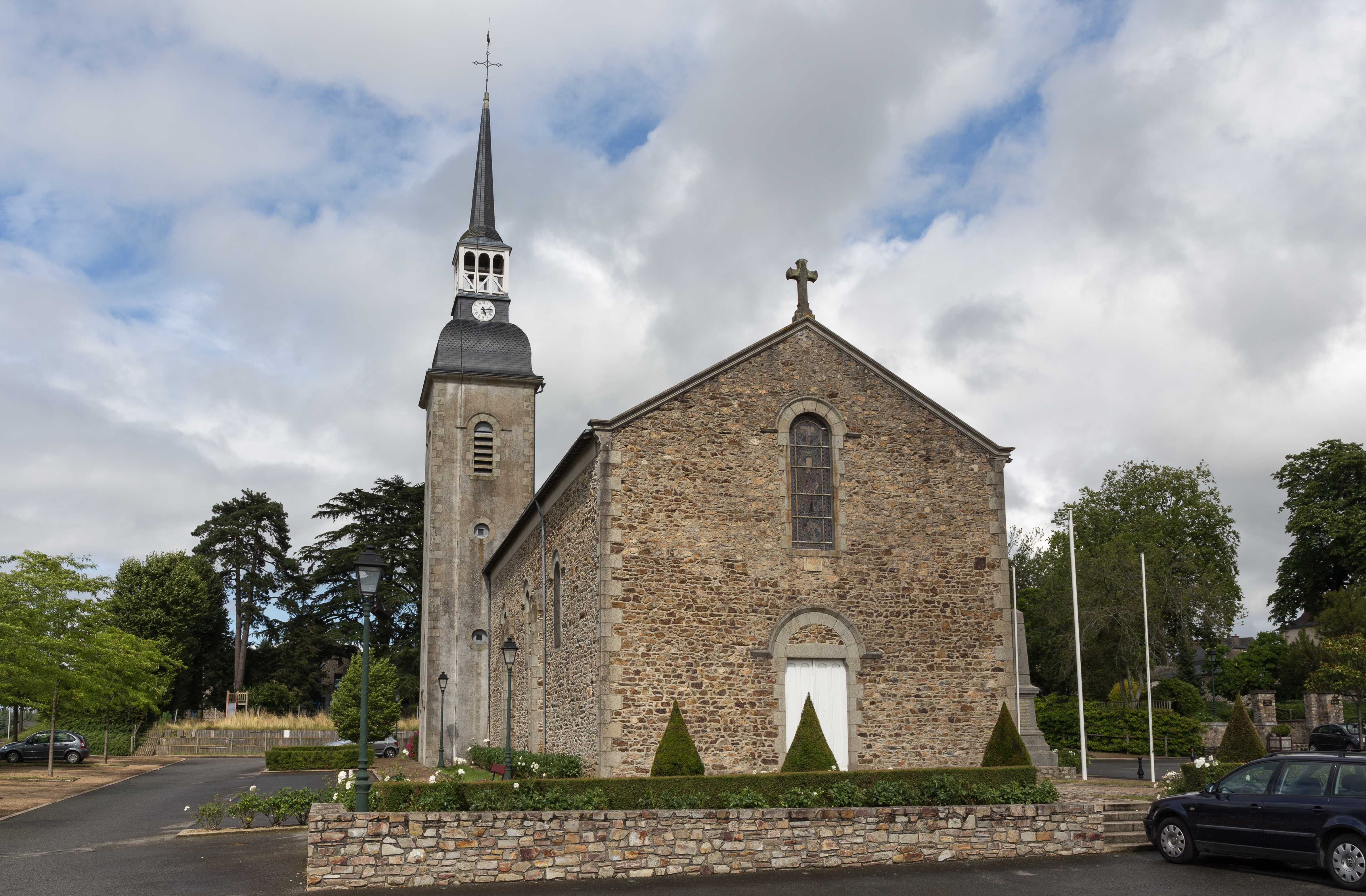
布里耶港圣玛丽-玛德莲教堂

2019年，布里耶港境内暂无任何文化设施。

### 建筑
布里耶港境内有多处历史建筑，其中布里耶港圣玛丽-玛德莲教堂为当地的代表性建筑物。

### 旅游
布里耶港的旅游事务由其所属的公共社区负责。2020年，布里耶港境内共有1家酒店共计5间房间。

### 媒体
法国主要的媒体均可在布里耶港接收，法国电视三台下属的卢瓦尔河地区大区频道在部分时段播出布里耶港所属区域的地方新闻。

## 友好城市
截至2021年6月，布里耶港暂无任何友好城市关系。